# 久野あかね
久野 あかね（ひさの あかね、1907年7月19日 - 没年不明）は、日本の女優。本名は小崎（旧姓、上野） 久江。東京府豊多摩郡板橋町出身。

## 出演作品
1932年
- 異人斬 東禅寺の血煙

1933年
- 浮気はその日の出来心
- 結婚五十三次

1934年
- 女はどうなるか
- 驀走する与太郎